# Kolombo
Kolombo (syng. කොළඹ Kolamba, tamil. கொழும்பு, IPA: /ˈkoləmbə/, ang. Colombo) – stolica Sri Lanki do 29 kwietnia 1982 roku. Obecnie nadal największe miasto tego państwa – 318 048 mieszkańców (2012), stolica biznesowa, a także siedziba przedstawicielstw dyplomatycznych i wielu urzędów państwowych.
Znane w średniowieczu jako Kalantota. Od 1948 do 1982 roku stolica państwa. Kolombo to najważniejszy ośrodek gospodarczy państwa. Dobrze rozwinięty przemysł chemiczny, włókienniczy i spożywczy, a także odzieżowy i obuwniczy.

## Historia
- V wiek – znajdował się tutaj port handlowy;
- VIII wiek – powstanie handlowej osady arabskiej;
- 1505 – przybycie Portugalczyków;
- ok. 1650 – przejęcie osady przez Holendrów, początek uprawy cynamonu;
- 1815 – miasto ustanowiono stolicą Cejlonu;
- 1982 – przeniesienie stolicy do Sri Dźajawardanapury Kotte.

## Demografia
Miasto zróżnicowane pod względem etnicznym i kulturowym. Populacja Kolombo jest mieszanką wielu grup etnicznych, głównie Syngalezów, Murów i Tamilów. Małe wspólnoty tworzą także: Chińczycy, Portugalczycy, Holendrzy i Malajowie. W 1866 populacja miasta liczyła 80 tys. mieszkańców. Według spisu powszechnego z 2011 liczba ta wynosi 318 048.

## Zabytki i atrakcje turystyczne
- Fort – pozostałości umocnień z czasów kolonizacji wyspy przez Portugalczyków, Holendrów i Anglików.
- Dutch Period Museum (Muzeum okresu holenderskiego) – mieszczące się w XVII-wiecznym budynku holenderskiego gubernatora. W muzeum wystawione są głównie elementy umeblowania i narzędzi codziennego użytku z okresu holenderskiej kolonizacji.
- Muzeum Narodowe – którego zbiory obejmują insygnia władców Sri Lanki, sztukę syngaleską oraz zachowane manuskrypty na liściach palmy talipot. Ekspozycja obejmuje również reprodukcje ciekawych XIX-wiecznych obrazów przedstawiających ówczesną Sri Lankę. Muzeum znajduje się w neoklasycystycznym gmachu zbudowanym w 1877.
- Świątynie buddyjskie:
  - Kelaniya Raja Maha Vihara – położona ok. 7 km na północny zachód od Fortu, znana z posągu leżącego Buddy;
  - Gangaramaya, której główną kaplicę wypełnia potężna, fluoryzująca na pomarańczowo figura Buddy. Przy świątyni znajduje się muzeum przedmiotów ofiarowanych przez darczyńców;
  - Vajiraramaya – centrum nauczania buddyjskiego od 1901.
  - Seema Malaka – zbudowana w XX wieku na podstawie projektu uznanego architekta lankijskiego Geoffreya Bawę w formie zbioru budynków rozmieszczonych na trzech platformach nad jeziorem Baira;
- Świątynie hinduistyczne – Koyil:
  - Old Kathiresan Koyil i Old Kathiresan – obie poświęcone bogowi wojny Muruganowi;
  - Sri Kailawasanathar Swami Devasthanam – najstarsza świątynia hinduistyczna w Kolombo;
  - Sri Shiva Subramaniam Swami – największa świątynia hinduistyczna w Kolombo;
- świątynie muzułmańskie:
  - meczet Dżami-ul-Alfar – zbudowany w 1909, jest bogato zdobionym w biało-malinowe wzory budynkiem, przypominającym baśniowy pałac dzięki licznym łukom, kolumnom i wieżyczkom.

## Miasta partnerskie
- Szanghaj, Petersburg, Leeds